# Det Norske Veritas
DNV és una societat de classificació d'àmbit mundial amb seu a Noruega. Va ser fundada el 1864 com a Det Norske Veritas. La seu central està a Høvik, un veïnat del municipi de Bærum als afores d'Oslo a Noruega.
El 1864 tenia la missió d'inspeccionar les condicions tècniques dels vaixells mercants noruecs, una mena d'ITV marítima. A més de fer beneficis, el seu objectiu és «salvaguardar la vida, propietats i el medi marí» en proveir serveis de gestió de riscos. Tot i que el sector de serveis marítims manté pés, amb el temps es van eixamplar amb serveis de verificació a la indústria petrolera i del gas, l'energia renovable, seguretat informàtica, assegurances professionals i el desenvolupament de programari de gestió.
El 2013 va absorbir la companyia hamburguesa Germanischer Lloyd (1862-2013) i prendre el nom DNV GL. A la primeria de 2021 va deixar caure l'afix GL per raons de màrqueting. La filial a Hamburg, l'antiga Germanischer Lloyd, a poc a poc va perdre pes en el grup multinacional.
DNV és una de les tres empreses principals al costat de la britànica Lloyd's Register i a la nord-americana American Bureau of Shipping. El 2016 tenia encara uns quinze mil empleats, el 2020 eren 11.614.
DNV és membre de l'Associació Internacional de Societats de Classificació (IACS), a la qual pertanyen les deu societats de classificació més importants del món.